# إرنست كلاين
إرنست كلاين (بالإنجليزية: Ernest Kline)‏ هو سياسي أمريكي، ولد في 20 يونيو 1929 بألينتاون في الولايات المتحدة، وتوفي في 13 مايو 2009 بكلية طب جامعة ولاية بنسلفانيا في الولايات المتحدة. حزبياً، نشط في الحزب الديمقراطي. وقد انتخب عضو مجلس ولاية بنسيلفانيا.